# ارباب‌منشی

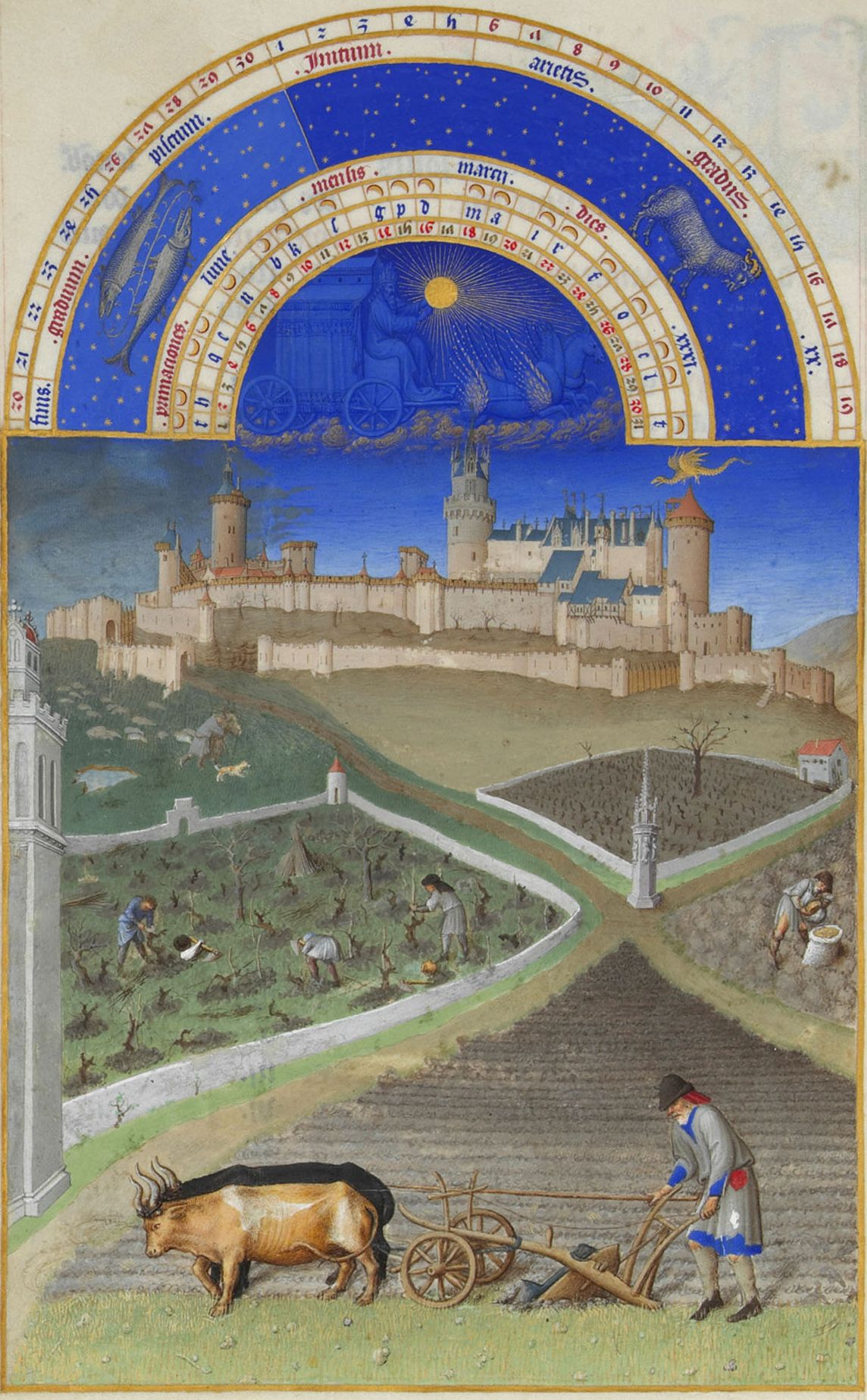
شخم‌زنی زمین در یک ملک اربابی وابسته به دوک فرانسه در مارس ساعات خوش دوک دوبری, c.۱۴۱۰

ارباب‌مَنِشی (انگلیسی: Manorialism) یا مَنِشِ اربابی یک عنصر حیاتی و ضروری از جامعهٔ فئودالی بود، اصل این عنوان نشات گرفته از عنوان سازماندهی اقتصاد روستایی است که سرچشمه در بخش ویلای رومی از اواخر امپراتوری روم دارد و به‌طور گسترده‌ای در قرون وسطی و بخش‌هایی از اروپای مرکزی رواج داشت و اجرا می‌گردید، بحث ارباب‌منشی به آرامی جایگزین شد با ظهور اقتصاد بازار که مبتنی بر پول و اشکال جدیدی از قراردادهای کشاورزی بود.
ارباب‌منشی توسط واگذاری قدرت حقوقی و اقتصادی به یک ارباب ملک تیولی اعطا می‌گردید، از دیدگاه اقتصادی شامل زمینداری مستقیم و حمایت‌های لازم یک ارباب در ملک اربابی بود، این حمایت‌ها و تعهدات، شامل کمک‌های اجباری مربوط به بخش یا قسمت‌هایی از جمعیت دهقانی می‌گردید که تحت صلاحیت و رسیدگی دادگاه خودشان یا همان دادگاه تیول‌داری قرار داشت، این تعهدات از راه‌های مختلفی قابل پرداخت بود از جمله کار برای ارباب یا در مواردی به وسیلهٔ پرداخت نقدی.
در بررسی ریشه‌های صومعه رهبانی، والتر هورن کشف کرد که به عنوان یک نهاد تیول‌داری صومعهٔ کارولنژی، در این میان اختلاف کمی از بافت املاک فئودالی وجود دارد، از جمله صرفه‌جویی گروه‌های بسیاری از مردان که برای رزق و روزی میراث این سازمان حفظ شد، مردانی در قامت راهبان دیرها که به واسطهٔ شعار خدمت در راه خدا، بسیاری از اوقات خود را صرف خواندن و نوشتن کردند.

### ارباب
مالک زمین گاه لقب "لرد" را دارد که می‌تواند یا به صورت فردی، یا آنگونه که در اکثر قریب به اتفاق موارد  هست ملیت اشراف یا بورژوازی، یا یک شخص حقوقی یا وابسته به دیر، یا یک کلیسای جامع یا حتی در مناصب نظامی باشد.قدرت ارباب از طریق واسطه های مختلف اعمال می شد. مهمترین آنها نمایندگان حکومتی بودند. حاکم نیز می‌تواند ارباب باشد؛ سلطنتهایی که وی در اختیار دارد قلمرو سلطنتی را تشکیل می‌دهند لقب ارباب نیز خصوصاً در دوران معاصر به افراد اعطا می‌شود. اعیانی که برای همه نیست این «ارباب ها» را گاه با کلمات دیگری نیز می‌نامند که نباید با کلمات زمان قرون وسطی اشتباه گرفته شود.

## تنوع در بین مالکین
مانند فئودالیسم که همراه با ملکیت، چارچوب قانونی و تشکیلاتی جامعه فئودالی را تشکیل می داد، سیستم مالک و ارباب نیز چارچوب مشخص و یکنواختی نداشت. در اواخر قرون وسطی، مناطق بسیاری ار نیمه اربابی یا بدون ارباب وجود داشت. این در حالی بود که اقتصاد اربابی  همراه با تغییرات اقتصادی تحولات اساسی را متحمل می‌شد.

## یادداشت
1. ↑  مَنِش به معنای خوی، خصلت و خلق